# 天野村 (和歌山県)
天野村（あまのむら）は、和歌山県伊都郡にあった村。現在のかつらぎ町の南部、貴志川の支流・真国川の最上流域にあたる。

## 地理
- 山岳：天狗岳
- 河川：真国川

## 歴史

### 村名の由来
中世の郷名にちなむ。

### 沿革
- 1889年（明治22年）4月1日 - 町村制の施行により、伊都郡上天野村・下天野村・神田村・志賀村・新城村および那賀郡長谷宮村の一部（字嶽原・長ノ盛）の区域をもって成立。
- 1955年（昭和30年）3月1日 - 見好村と合併し、改めて見好村が発足。同日天野村廃止。